# Grotte de la Roche Noire
Pour les articles homonymes, voir Roche Noire (homonymie).
La grotte de la Roche Noire, ou grotte de la Poirelle ou grotte du Gué de l'Embûche, est une cavité sur la commune de Mérigny, département de l'Indre.
Elle a servi de sépulture collective à l'âge du fer.

## Toponymie
La grotte possède plusieurs noms : la « Roche Noire » est le nom du rocher dans lequel s'ouvre la grotte ; la « Poirelle » est le nom de la ferme la plus proche, située sur le plateau ; le « Gué de l'Embûche » fait référence à l'Anglin qui coule au pied de la Roche Noire.

## Spéléométrie
La dénivellation de la cavité est de 15 m pour un développement de 400 m.

## Géologie
La cavité s'ouvre dans les calcaires oolithiques à coraux du Bathonien supérieur (Jurassique).

## Historique
Une petite ouverture large de deux mains seulement est découverte par des carriers vers 1880. Dans les années 1900, les enfants de Mérigny aiment y jeter des pierres pour entendre le bruit de leur chute dans l'eau, 10 m plus bas. En 1953, l'abbé Mauve et quelques amis retrouvent l'orifice et élargissent l'ouverture à l'explosif. Yves Chatenet, son frère Henri et leur cousin Jean Gallet sont alors descendus à la corde dans le puits d'entrée encore étroit. La même année, une quantité d'ossements et de matériel divers, datés du Premier âge du fer, sont découverts dans la salle aux Crânes ; une vingtaine d'individus ont été déposés dans la grotte par une ouverture, située au plafond de la salle et obstruée par des pierres.
En avril 1966, Bertrand Léger (°1947-†1984) du Spéléo-club de la Seine plonge sans succès le siphon de la salle terminale : arrêt sur colmatage argileux à -7 m.
En 1981, sous la conduite du Pr Lorenz, des Pionniers des 14e et 15e Paris commencent un chantier de désobstruction dans un boyau glaiseux ventilé par un courant d'air. En juillet 1984, ils débouchent dans une partie nouvelle de la grotte et retrouvent la rivière souterraine qui prend fin sur un nouveau siphon.

## Spéléogenèse
La grotte de la Roche noire correspond à une perte de l'Anglin dont une partie des eaux recoupe une boucle de méandre. Les eaux engouffrées à la Roche noire réapparaissent à la fontaine de Cul-Froid, dans le lit de l'Anglin près du rocher de la Dube, après un parcours souterrain d'environ 1 500 m. Il s'agit d'une auto-capture de l'Anglin appelée recoupement souterrain de méandre aérien.